# H. Jon Benjamin
Harry Jon Benjamin (Worcester (Massachusetts), 23 mei 1966) is een Amerikaans acteur, stemacteur en cabaretier. Hij is vooral bekend van zijn rollen in verschillende animatieseries voor volwassenen, zoals Sterling Archer in Archer, Bob Belcher in Bob's Burgers en Carl Graves in Family Guy.

## Levensloop
Benjamin's ouders waren joods. Hij studeerde in 1984 af aan de Worcester Academy en in 1988 aan Connecticut College.

## Carrière
Benjamin's carrière begon in 1987, toen hij samen met Sam Seder een comedyduo vormde in Boston. In de eerste jaren maakte hij vooral deel uit van komediegroepen; later begon hij eigen shows op te voeren. Zijn eigen stand-upshows worden gekenmerkt door het gebruik van een meer experimentele opzet in plaats van traditionele stand-upcomedy.
Eind jaren 90 ontwikkelde hij zich als acteur. Zo kreeg hij onder meer rollen in Cheap Seats, Wet Hot American Summer en Not Another Teen Movie.
In de loop van de 21e eeuw nam hij ook steeds meer rollen aan als stemacteur. In Nederland is hij het meest bekend van de stemmen van Carl Graves in de animatieserie Family Guy en Bob Belcher in Bob's Burgers. Hij valt op door zijn lage monotone stem.
In 2014 kreeg hij van Vulture TV (een digitaal dochterbedrijf van New York Magazine een onderscheiding voor Beste mannelijke komediant.
In 2015 bracht hij een jazzalbum uit genaamd Well, I Should Have..., ondanks dat hij geen enkel instrument kon bespelen.
In mei 2018 bracht hij een autobiografisch boek uit onder de naam Failure is an Option: An Attempted Memoir, en sprak zelf de audioboekversie in.
Op 22 januari 2020 sprak hij verschillende video's in voor presidentskandidaat Bernie Sanders.

## Filmografie

### Film
| Jaar | Titel                                                | Rol                      | Opmerkingen  |
| ---- | ---------------------------------------------------- | ------------------------ | ------------ |
| 1997 | Who's the Caboose?                                   | Ken Fold                 |              |
| 1998 | Next Stop Wonderland                                 | Eric                     |              |
| 2000 | Happy Accidents                                      | Feestvierder #1          |              |
| 2001 | Wet Hot American Summer                              | Conservenblik (stem)     |              |
| 2001 | Not Another Teen Movie                               | Trainer                  |              |
| 2002 | Martin & Orloff                                      | Keith                    |              |
| 2002 | Borrowing Saffron                                    | Ron                      | Korte film   |
| 2003 | Temptation                                           | Kevin                    |              |
| 2004 | New York Minute                                      | Verkoper                 |              |
| 2007 | Puberty: The Movie                                   | The Torah / Uncle Irving |              |
| 2007 | Aqua Teen Hunger Force Colon Movie Film for Theaters | CIA-agent #1 (stem)      |              |
| 2007 | The Ten                                              | Lying Rhyno (stem)       |              |
| 2008 | The Toe Tactic                                       | Politieagent             |              |
| 2008 | A Bad Situationist                                   | Isaiah                   |              |
| 2008 | Turbocharge: the Unauthorized Story of the Cars      | Dansleraar               |              |
| 2014 | 22 Jump Street                                       | MCS-coach                | Niet-vermeld |
| 2014 | Jason Nash Is Married                                | Dennis                   |              |
| 2015 | Creative Control                                     | Gary Gass                |              |
| 2015 | Limbo                                                | Jim                      | Korte film   |
| 2015 | Hell and Back                                        | The Tree (stem)          |              |
| 2021 | Bob's Burgers: The Movie                             | Bob Belcher              |              |

### Televisie
| Jaar            | Titel                                      | Rol                                                            | Opmerkingen                                                           |
| --------------- | ------------------------------------------ | -------------------------------------------------------------- | --------------------------------------------------------------------- |
| 1994            | Understanding                              | Quark                                                          | Aflevering: "Uncertainty"                                             |
| 1995–1999; 2002 | Dr. Katz, Professional Therapist           | Ben, verschillende stemmen                                     | Tevens schrijver 80 afleveringen                                      |
| 1997            | The Chris Rock Show                        | Bijrol                                                         | 1 aflevering                                                          |
| 1997            | The Jenny McCarthy Show                    | Verschillende rollen                                           | 6 afleveringen                                                        |
| 1997–2000       | Science Court                              | Prof. Nick Parsons (stem)                                      | 29 afleveringen                                                       |
| 1998            | Sex and the City                           | Jeff                                                           | Aflevering: "Bay of Married Pigs"                                     |
| 1998            | Upright Citizens Brigade                   | Verschillende rollen                                           | 10 afleveringen                                                       |
| 1999            | Dick and Paula Celebrity Special           | Verschillende rollen                                           | Tevens schrijver 2 afleveringen                                       |
| 1999–2004       | Home Movies                                | Coach John McGuirk, Jason Penopolis, verschillende stemmen     | 52 afleveringen Tevens schrijver en producent                         |
| 1999            | Space Ghost Coast to Coast                 | Zichzelf                                                       | Aflevering: "King Dead"                                               |
| 2001–2009       | Aqua Teen Hunger Force                     | Verschillende stemmen                                          | 5 afleveringen                                                        |
| 2002            | Saddle Rash                                | Gummy, Tommy Morgan (stemmen)                                  | Pilot Tevens schrijver                                                |
| 2004            | Pilot Season                               | Ken Fold                                                       | 2 afleveringen                                                        |
| 2004–2006       | Cheap Seats: Without Ron Parker            | Rabbi Marc Shalowitz, Gene Stapleton                           | 4 afleveringen                                                        |
| 2004–2006       | O'Grady                                    | Kevin Harnisch, Iris, Philip (stemmen)                         | 19 afleveringen                                                       |
| 2005            | Rescue Me                                  | Gary                                                           | Episode: "Rebirth"                                                    |
| 2005–2006       | Sunday Pants                               | Bob the Log                                                    | Travel Logs (korte afleveringen)                                      |
| 2005–2007       | Lucy, The Daughter of the Devil            | Satan, Speciale vader #1 (stemmen)                             | Tevens schrijver 11 afleveringen                                      |
| 2006            | Freak Show                                 | Tuck, verschillende stemmen                                    | 7 afleveringen Tevens mede-auteur, schrijver en uitvoerend producent  |
| 2006–2012       | The Venture Bros.                          | The Master (stem)                                              | 4 afleveringen                                                        |
| 2006–heden      | Family Guy                                 | Carl Graves, Bob Belcher (stemmen)                             | 26 afleveringen                                                       |
| 2006–2008       | Assy McGee                                 | The Mayor, verschillende stemmen                               | 19 afleveringen Tevens schrijver en consultatieproducent              |
| 2007–2015       | WordGirl                                   | Reginald, InvisiBill, Jewelry Store Clerk, aanvullende stemmen | 31 afleveringen                                                       |
| 2007–2008       | Human Giant                                | Verschillende rollen                                           | 4 afleveringen Tevens consultatieschrijver                            |
| 2009            | Michael and Michael Have Issues            | Larry                                                          | Aflevering: "Frog Box"                                                |
| 2009            | Paid Programming                           | Verschillende rollen                                           | Pilot Mede-auteur, schrijver en uitvoerend producent                  |
| 2009            | Parks and Recreation                       | Scott Braddock                                                 | Aflevering: "Kaboom"                                                  |
| 2009            | Titan Maximum                              | Tap Banister (stem)                                            | Aflevering: "Dirty Lansbury"                                          |
| 2009–2023       | Archer                                     | Sterling Archer (stem)                                         | 110 afleveringen                                                      |
| 2009–2010       | Important Things with Demetri Martin       | Verschillende rollen                                           | 7 afleveringen Tevens schrijver en medeproducent                      |
| 2011            | Jon Benjamin Has a Van                     | Presentator                                                    | 10 afleveringen Tevens mede-auteur, schrijver en uitvoerend producent |
| 2011            | Soul Quest Overdrive                       | Mortimer (stem)                                                | 6 afleveringen Tevens mede-auteur en -schrijver                       |
| 2011–heden      | Bob's Burgers                              | Bob Belcher, Jimmy Pesto Jr., verschillende andere stemmen     | 194 afleveringen                                                      |
| 2011            | American Dad!                              | Pratende krop sla (stem)                                       | Aflevering: "License to Till"                                         |
| 2012            | Suburgatory                                | Tabitha                                                        | Aflevering: "Ryan's Song"                                             |
| 2012            | Ugly Americans                             | Dick Maggotbone (stem)                                         | Aflevering: "Mark Loves Dick"                                         |
| 2013            | Nathan For You                             | Zichzelf                                                       | Aflevering: "Yogurt Shop/Pizzeria"                                    |
| 2014–2018       | Last Week Tonight with John Oliver         | Ben, Wetenschapper, Beklaagde                                  | 3 afleveringen                                                        |
| 2015            | Conan                                      | Sterling Archer (stem)                                         | Aflevering: "677"                                                     |
| 2015            | Wet Hot American Summer: First Day of Camp | Conservenblik, Mitch                                           | 4 afleveringen                                                        |
| 2015            | The Jim Gaffigan Show                      | Kevin                                                          | Aflevering: "The Bible Story"                                         |
| 2015            | The Adventures of Puss in Boots            | Baltasar (stem)                                                | Aflevering: "Luck"                                                    |
| 2015–2017       | Master of None                             | Benjamin                                                       | 4 afleveringen                                                        |
| 2015            | All Hail King Julien                       | Fred (stem)                                                    | Aflevering: "The King Who Would Be King"                              |
| 2016–2017       | People of Earth                            | Officer Glimmer                                                | Terugkerende rol                                                      |
| 2017            | Wet Hot American Summer: Ten Years Later   | Conservenblik, Mitch                                           | 5 afleveringen                                                        |
| 2017            | Difficult People                           | Brian                                                          | Aflevering: "Fuzz Buddies"                                            |
| 2018            | The Who Was? Show                          | Voice-over                                                     | 13 afleveringen                                                       |
| 2018            | The Simpsons                               | Bob Belcher (stem)                                             | Aflevering: "My Way or the Highway to Heaven"                         |
| 2019            | Wyatt Cenac's Problem Areas                | Batman                                                         | Aflevering: "Inequality Problems"                                     |
| 2019            | Star Trek: Short Treks                     | Edward Larkin                                                  | Aflevering: "The Trouble with Edward"                                 |

### Videogames
| Jaar | Titel     | Rol                  |
| ---- | --------- | -------------------- |
| 2017 | Destiny 2 | Radiostem, Scabretti |

## Verwijzingen
1. ↑  http://www.worcesterma.gov/city-clerk/certificates-licenses/birth-certificates/search-results?field1=Benjamin&field2=&field3=Harry
2. ↑  http://news.nationalpost.com/arts/television/h-jon-benjamins-voice-work-sets-the-tone-on-archer-the-silly-spy-cartoon-that-could
3. ↑  https://web.archive.org/web/20130909235212/http://rocknrollghost.com/2010/03/18/h-jon-benjamin-talks-fxs-archer-season-finale
4. ↑  https://web.archive.org/web/20120425062852/http://www.worcesteracademy-digital.com/worcesteracademy/spring2011?pg=31
5. ↑  http://www.vulture.com/2014/06/vulture-tv-awards-best-comedy-performer-jon-benjamin.html?mid=imdb
6. ↑  https://www.slate.com/blogs/browbeat/2015/11/23/h_jon_benjamin_s_jazz_album_he_recorded_it_on_piano_even_though_he_can_t.html
7. ↑  https://www.penguinrandomhouse.com/books/558430/failure-is-an-option-by-h-jon-benjamin/9781524742164/. Gearchiveerd op 11 mei 2019.
8. ↑  https://thehill.com/blogs/in-the-know/in-the-know/479392-sanders-campaign-releases-video-series-hosted-by-voice-actor-h
9. ↑  http://mentalfloss.com/article/57276/10-things-know-about-22-jump-street

- International Standard Name Identifier: 0000 0000 4359 9309
- Library of Congress Control Number: no2004124635
- MusicBrainz: 0af470f1-08df-4402-a382-9afffd35782c
- Virtual International Authority File: 36640660
- WorldCat: E39PBJpPHxpBV4pQHFtFfWpgKd